# Тетяна Окупник
Тетяна Ольга Окупнік (пол. Tatiana Olga Okupnik; 2 вересня 1978, Лодзь, Польща) — польська співачка, авторка пісень, композиторка і телеведуча.
У 1998–2005 роках вокалістка гурту Blue Café, з яким випустила два студійних альбоми: Fanaberia (2002) і Demi-sec (2003), а також запустила такі хіти, як « You May Be in Love», «Do nieba, do piekła» чи «Love Song», з якою вони репрезентували Польщу у фіналі 49 -го Пісенний конкурс Євробачення (2004). Сольна артистка з 2005 року, випустила три альбоми: On My Own (2007), Spider Web (2011) та Blizna (2014).
Членкиня Фонографічної академії Асоціації виробників аудіо-відео.
Закінчила навчання в XXVIII середній школі в Лодзі, а потім вивчала романістику в Лодзькому університеті. В юності вона відвідувала балетну школу в Лодзі, яку однак не закінчилаю.

### Кар'єра

#### Початок та співпраця з Blue Café
Була членкинею аматорського гурту Carpe Dream, потім з’явилася разом з Ельжбетою Антков’як у « Випробуванні талантів ». Потім її помітив Ярослав Гжелка, який запропонував їй співпрацю з кабаре Chichot 2. На одному з виступів її помітив Павло Рурак-Сокаль, з яким у 1998 році вона створила гурт Blue Café.
У серпні 2001 року гурт видав свій дебютний синґл «Español», за яким пішли «Catch Me Baby» і «I'll Be Waiting». Також у 2001 році група отримала премію Фридерика в номінації « Нове обличчя фонографії ». У травні 2002 року вони виступили на Прем'єрному концерті під час Національного фестивалю польської пісні в Ополе; за виконання синґлу «Love ourselves» вони отримали Журналістську премію, а Окупнік отримала титул Міс Фотокореспондентів фестивалю. У тому ж місяці вони випустили свій дебютний студійний альбом під назвою Fanaberia, який був сертифікований платиновим . 29 серпня 2002 року вони отримали нагороду президента міста Лодзь - Лаву Тувіма. У 2002 та 2003 роках вони були номіновані на Європейську музичну премію MTV як найкращий польський виконавець.
У січні 2003 року разом з гуртом вона взяла участь у національних відбіркових змаганнях до 48. Пісенний конкурс Євробачення, на який вони потрапили з піснею « You May Be in Love ». Вони посіли третє місце у фіналі відбору. У червні вони отримали нагороду за виконання пісні «Do nieba, do piekła» під час прем'єрного концерту на фестивалі в Ополе. У цьому ж році вони отримали нагороду Super One в номінації «Виконавець року - танцювальна музика». У грудні вони випустили свій другий студійний альбом під назвою Demi-sec, який отримав золотий сертифікат. У січні 2004 року з піснею « Love Song » вони перемогли у фіналі національних відбіркових конкурсів Євробачення, завдяки чому їх було обрано представляти Польщу на 49-му конкурсі пісні Євробачення. Пісенний конкурс Євробачення в Стамбулі . 15 травня вони виступили у фіналі змагань і посіли 17 місце. У червні вони отримали Super One в категорії «Запис року з танцювальною музикою» (за альбом Demi-sec ) під час 41-го Національний фестиваль польської пісні в Ополі . Завдяки добрим продажам альбому Demi-sec виступила на фестивалі TOPtrendy 2004 у Сопоті як одна з десяти виконавців, які продали найбільше альбомів за останні місяці. У грудні вони виступили під час спеціального концерту, представивши ремейк хіта «Happy X-mass», записаного спеціально для цієї нагоди, та власну композицію «Świąteczna muza».
У 2005 році виступила з гуртом у програмі «Музика єднає покоління», в якій заспівала в дуеті з Міхалом Байором . 2 вересня вони виступили як музичні гості на гала-концерті « Міс Полонія 2005». Через день ЗМІ оголосили про відхід Окупника з гурту.

#### Сольна кар'єра
Ще до того, як залишила групу, у червні 2005 року, вона диригувала прем’єрним концертом в Ополе разом з Мацеєм Орлошем та фестивалем Jedynki разом з Артуром Ожехом . 9 вересня 2006 року вона відіграла свій перший концерт після відходу з групи, виступивши з новими піснями на 1. Фестиваль живої музики в Кракові  . 16 вересня вона була зіркою фестивалю Vena в Лодзі  . У тому ж році вона позичила свій голос у грі Heroes of Might and Magic V  .
13 квітня 2007 року вона випустила свій дебютний сольний студійний альбом під назвою On My Own, що був спродюсований Ленні Вайтом  . Першим рекламним синґлом альбому стала пісня «Не стримуйся». В рамках промоції цього альбому на обкладинці щомісячного журналу « Machina » була розміщена фотографія співачки, що нагадує сцену з картини «Божевільне захоплення»  . 15 червня разом з Артуром Ожехом вела концерт «Прем'єра» в рамках 44 -го Національний фестиваль польської пісні в Ополі  . В останній день фестивалю вона виступила в концерті «Небо з моїх сторінок», присвяченому Северину Краєвському ; вона виконала дві пісні – «Велика любов» (у дуеті з Анджеєм Пясечним ) та «Ludzkie chat». Під час фестивалю вона також отримала золоту платівку за свій дебютний альбом , а також отримала Премію фотожурналістів  . 25 липня вона виступила як саппорт перед концертом The Rolling Stones у варшавському Служевці  .
Восени 2007 та навесні 2008 року разом з Мацеєм Куржаєвським проводила програму TVP2 « Зірки танцюють на льоду »   . За участь у програмі була номінована до Telekamer 2008 у категорії «Розваги» (разом з Мацеєм Курзаєвським; 5 місце)  та на Wiktor 2007 у категорії «Найбільше телевізійне відкриття»  . 9 червня 2008 року розв'язала контракт із звукозаписною компанією Kayax . Через чотири дні вона виконала пісню «Кого кохаю» на прем'єр-конкурсі на 45 -му Національний фестиваль польської пісні в Ополе  .
14 лютого 2009 року вона випустила сингл «Valentine», який записала разом з Вайклефом Джином , триразовим володарем премії «Греммі» . У цьому ж році вона випустила ще один сингл — «Максимум» , який додала до зубної пасти «blend-a-med 3DWhite LUXE»  . До виходу синглу вона знялася в телевізійній рекламі бренду зубної пасти «Blend-a-med»  .
16 травня 2011 року презентувала свій другий студійний альбом Fri. Павутина, що був виданий в Польщі та Великій Британії. Матеріал записаний в англійських студіях Air і Sarm  . Незважаючи на співпрацю в з Тімом Хаттоном, Денісом Інґолдсбі , Віклефом Джином або Fabolous, альбом у Польщі не досяг очікуваного успіху, і після випуску лише двох синглів його просування закінчилося  . Тим не менш, твір «Been a fool» з цього альбому посів перше місце в чарті «Chartbase» у Данії  .
З березня 2012 року входила до складу журі програми TVN X Factor  . У другому випуску вона вела групу «16-24», у третьому – «Команди», а в четвертому – учасників «25+». У 2012 році вона озвучила темпераментну королеву амазонок Венерису в анімованому фільмі « Римський варвар » . У травні 2012 року вона була нагороджена статуеткою Plejada Top Ten «за чудовий дебют як журі та нову якість, яку вона внесла в програму «Х-фактор»  . Того ж року щомісячник Forbes поставив її на 92 місце у списку «100 найдорожчих зірок польського шоу-бізнесу». Рекламодавці оцінили його ринкову вартість у 296 тис. злотих. злотих  . Наприкінці року вона опублікувала на YouTube кавер-версію пісні Адель « Skyfall », записану з Denmark Street Big Band , за яку All About Music номінував її як «Найгірше виконання»  .
У лютому 2013 року в програмі Good Morning TVN вона оголосила, що працює з музичним продюсером Міхалом Пшитулою над своїм третім сольним студійним альбомом  . У грудні 2013 року в цій же програмі запрезентувала фрагмент першого, титульового рекламного синглу альбому - «Bliznа». Вперше наживо Окупнік виконала синґл під час новорічного концерту TVN у Кракові  . Альбом Blizna був виданий 18 березня 2014 року компанією Parlophone . Альбом дебютував на 14 місці в чарті OLiS і був сприйнятий позитивно. Найбільше рецензенти відзначили те , що Тетяна Окупник вперше в своїй кар'єрі не дратує своєю старовинною манерою, виробленою в Blue Cafe і порівнюваної злісними критиками з «качконадою». Цього разу її вокал чистий, свідомо витриманий, позбавлений зайвої вокальної акробатики, розумно підпорядкований цілій композиції»  . 17 травня 2014 року в програмі « Х-фактор » вперше наживо презентувала другий сингл з альбому « Близна » — «Очі на сірники». У грудні отримала номінацію на Yach Film 2014 у категорії «Творчість акторської майстерності» у музичному кліпі «Blizna»  .
З 6 березня по 22 травня 2015 року брала участь у третьому випуску розважальної програми Polsat « Танці з зірками». Танці з зірками . Разом з Томашем Бараньським  посіла друге місце у фіналі  . У травні була співведучою «Платинового концерту» під час музичного фестивалю Polsat SuperHit Festival 2015  . Під час вагітності першою дитиною, яка народилася в серпні 2016 року, вона припинила свою музичну діяльність.
У 2020 році на сервісі YouTube та своєму профілі в застосунку Instagram вона публікує записи в рамках серіалу «Числа мають імена», в яких жінки розповідають про материнство, післяпологову депресію та післяпологові ускладнення. Сміливі інтимні зізнання Окупнік викликали неабиякий інтерес ЗМІ   .
У серпні 2022 року випустила синґл у стилі блюз «Мама (йде довго)»  .

## Особисте життя
У 2013 році в Лодзі вона одружилася з Міхалом Міцельським, менеджером Marcin Gortat   . Вони мають доньку Матильду (народилася 15 серпня 2016)  і сина Тимона (народився у квітні 2018)  .

## Дискографія
| рік      | Деталі альбому                                                                                     | Пункт у списку | Сертифікат              | Розпродаж      |
| рік      | Деталі альбому                                                                                     | ПОЛОВИНА </br> | Сертифікат              | Розпродаж      |
| -------- | -------------------------------------------------------------------------------------------------- | -------------- | ----------------------- | -------------- |
| 2007 рік | Сам - Випущено: 13 квітня 2007 р - Виробник: Kayax - Формати: CD, цифрове завантаження             | 6              | - ENG : золота платівка | - POL: 15 000+ |
| 2011 рік | Павутина - Випущено: 16 травня 2011 р - Лейбл: Sony Music - Формати: CD, цифрове завантаження      | 14             |                         |                |
| 2014 рік | Шрам - Випущено: 18 березня 2014 р - Лейбл: Parlophone Records - Формати: CD, цифрове завантаження | 14             |                         |                |

### Синґли
| рік                                        | Назва                                       | Пункти в списках | Пункти в списках | Пункти в списках | Пункти в списках | Пункти в списках | Альбом           |
| рік                                        | Назва                                       | LP3 </br>        | LMN </br>        | RMF </br>        | SLiP </br>       | Вихровий </br>   | Альбом           |
| ------------------------------------------ | ------------------------------------------- | ---------------- | ---------------- | ---------------- | ---------------- | ---------------- | ---------------- |
| 2007 рік                                   | "Не стримуйся"                              | 44               | –                | 2                | 12               | –                | Сам              |
| 2007 рік                                   | "Keep It on Low" (і Міка та Міхал Урбаняк ) | –                | –                | 8                | 15               | –                | Сам              |
| 2007 рік                                   | "Люблю тебе"                                | –                | –                | –                | –                | –                | Сам              |
| 2008 рік                                   | «Кого я люблю»                              | –                | 57               | –                | –                | –                | тільки на одному |
| 2009 рік                                   | "Валентин" (і Вайклеф Джин )                | –                | –                | –                | –                | –                | тільки на одному |
| 2009 рік                                   | "Максимум"                                  | –                | –                | –                | –                | –                | тільки на одному |
| 2011 рік                                   | "Павутина"                                  | –                | –                | –                | –                | –                | Павутина         |
| 2011 рік                                   | " Був дурнем "                              | –                | –                | –                | –                | –                | Павутина         |
| 2012 рік                                   | «Тут і зараз» (і Давид Подсядло )           | –                | –                | –                | 47               | –                | –                |
| 2014 рік                                   | "Шрам"                                      | –                | –                | –                | 39               | 1                | Шрам             |
| 2014 рік                                   | «Очі для сірників»                          | –                | –                | –                | –                | –                | Шрам             |
| 2014 рік                                   | «Математика сердець»                        | –                | –                | –                | –                | –                | Шрам             |
| 2022 рік                                   | "Мама (довго йде)"                          | x                | –                | –                | 32               | 3                | Мама (іде довго) |
| 2022 рік                                   | "Головоломка"                               | x                | –                | –                | –                | –                | Мама (іде довго) |
| «–» означає, що сингл не потрапив у чарти. |                                             |                  |                  |                  |                  |                  |                  |